# Marina Trandenkova
Marina Ievgueievna Trandenkova (russe : Марина Евгеньевна Транденкова), née Krivocheïna (russe : Кривошеина) le 7 janvier 1967 à Riga, en RSS de Lettonie est une athlète russe spécialiste des épreuves de sprint. Elle est l'épouse de l'ancien perchiste Igor Trandenkov.
Marina Trandenkova représente l'Équipe unifiée des ex-républiques soviétiques lors de Jeux olympiques de 1992. Elle y remporte la médaille d'argent du relais 4 × 100 mètres aux côtés de Olga Bogoslovskaya, Galina Malchugina et Irina Privalova (42 s 16), s'inclinant de cinq centièmes de secondes face à l'équipe des États-Unis. En 1994, elle s'adjuge une nouvelle médaille d'argent collective à l'occasion des Championnats d'Europe d'Helsinki où l'équipe de Russie s'incline face à l'Allemagne. 
Ses records personnels sont de 11 s 06 sur 100 m (1996) et de 22 s 44 sur 200 m (1997).

## Palmarès
| Année | Compétition                   | Lieu      | Place | Épreuve   |
| ----- | ----------------------------- | --------- | ----- | --------- |
| 1985  | Championnats d'Europe juniors | Cottbus   | 3e    | 200 m     |
| 1992  | Jeux olympiques               | Barcelone | 2e    | 4 × 100 m |
| 1994  | Championnats d'Europe         | Helsinki  | 2e    | 4 × 100 m |
| 1995  | Championnats du monde         | Göteborg  | 7e    | 200 m     |
| 1996  | Jeux olympiques               | Atlanta   | 5e    | 100 m     |
| 1997  | Championnats du monde         | Athènes   | 6e    | 200 m     |
| 2000  | Jeux olympiques               | Sydney    | 5e    | 4 × 100 m |